# Lozzolo
Lozzolo je italská obec v provincii Vercelli v oblasti Piemont.
K 31. prosinci 2011 zde žilo 826 obyvatel.

## Sousední obce
Gattinara, Roasio, Serravalle Sesia, Sostegno (BI), Villa del Bosco (BI)